# Сэйфти (эпизод в футболе)

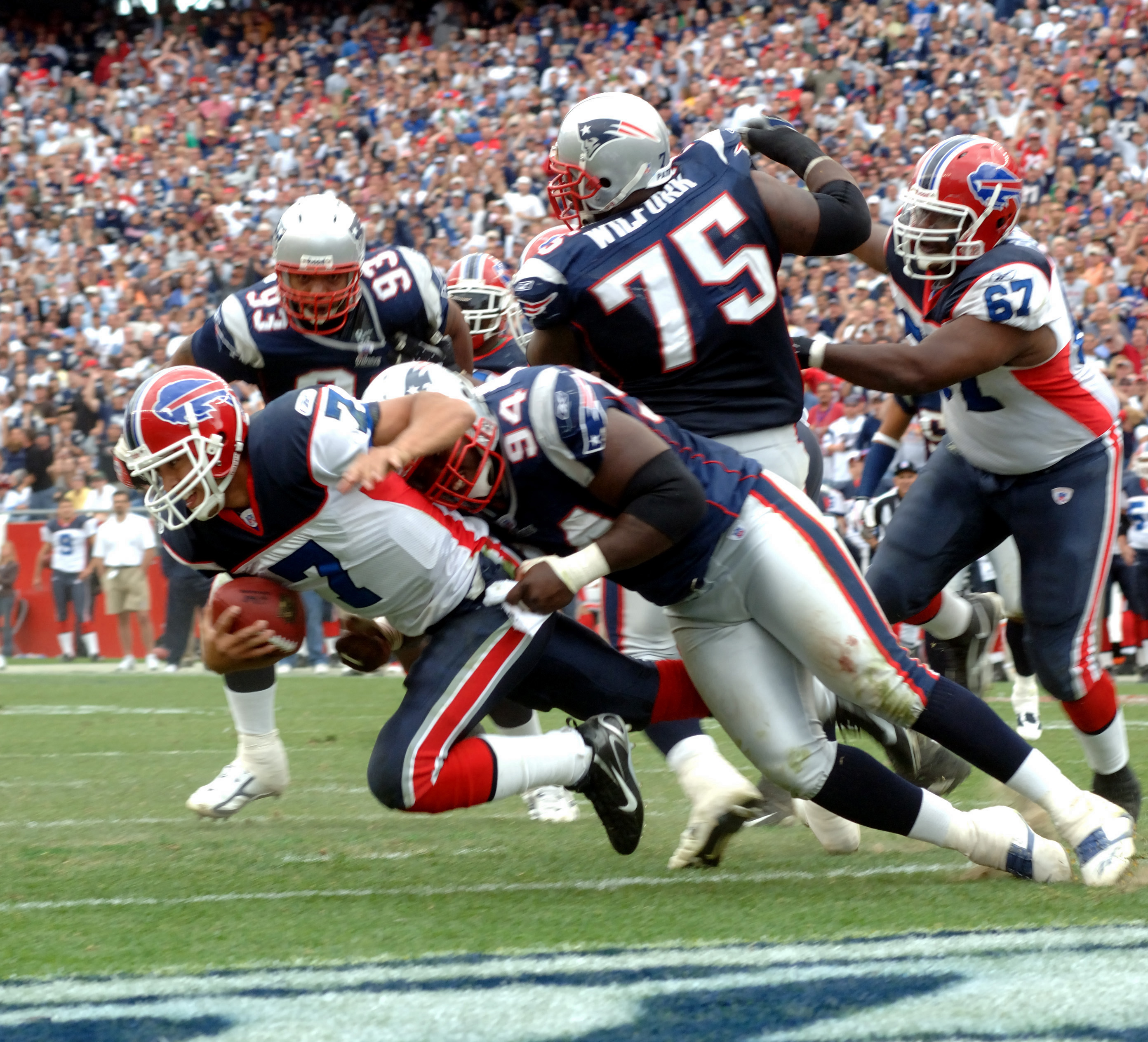
Защитники Нью-Ингленд Пэтриотс захватывают квотербека Баффало Биллс. Поскольку было засчитано, что захват произошëл в энд-зоне, Пэтриотс получили два очка

Сэйфти (англ. safety) — один из редких эпизодов в американском и канадском футболе. Сэйфти происходит, когда игрок нападения, владеющий мячом, падает в своей зачётной зоне, а также в некоторых других случаях. Сэйфти даёт команде защиты два очка. В случае сэйфти команда нападения (то есть та, которая была в нападении до сейфти) будет выбивать мяч с рук, со своих 20 ярдов.  
Гораздо реже происходит сэйфти в одно очко: последний раз в 2013 году на фиеста боул.  

## Как происходит
Сэйфти объявляется, когда происходит одно из следующих действий:
- Игрок нападения с мячом выходит в аут в своей зачётной зоне или касается поля в своей зачётной зоне любой частью тела, кроме рук и ног (падает после захвата защитника).
- Происходит фамбл и мяч покидает пределы поля в своей зачётной зоне.
- Защита блокирует пант и мяч уходит в аут в своей зачётной зоне.
- Команда нападения нарушает правила в своей зачетной зоне (задержка руками, умышленный выброс и т.д.). Защите присваивается сейфти.

Сэйфти не может произойти в следующих случаях:
- Во время розыгрыша, который привел к сейфти, защита нарушила правила.
- Происходит фамбл и игрок защиты подбирает мяч в чужой зачётной зоне. Будет засчитан тачдаун.

## Возобновления игры
Американский футбол
После сэйфти, команда нападения (то есть та, которая была в нападении до сэйфти) будет выбивать мяч с рук со своей 20-ярдовой линии. Если мяч пролетел 10 ярдов, его может подобрать любая команда. Если мяч не пролетел 10 ярдов, но его коснулся игрок возвращающий команды, то мяч также может подобрать любая команда. Своеобразный удар в сторону с рук.
Канадский футбол
После сэйфти команда, которая набрала очки, выбирает:
- Начать со своей 35-ярдовой линии
- Выбить кик-офф с чужой 35-ярдовой линии

## Умышленный сейфти
Иногда игрок специально выходит в аут в своей зоне. Это делается в конце матча в случаях:
- команда проигрывает с разницей в 1-5 очков, владеет мячом возле своей зачетной зоны и стоит перед задачей набрать много ярдов (как правило более 20) с 4-го дауна. Умышленным сэйфти отдает сопернику 2 очка, но получает шанс сохранить владение мячом во время фри-кик: высоко выбить мяч с расчетом чтобы тот приземлился в 10 ярдах от линии пробития, и попытаться завладеть им по правилу онсайд-кик. 
- команда выигрывает 3 очка и более, владеет мячом возле своей зачетной зоны и в 4-м дауне не хочет рисковать пробитием панта (фамбл или блокировка удара могут привести к тачдауну соперника) Умышленным сэйфти отдает сопернику 2 очка и передает сопернику мяч свободным ударом без риска потери (при преимуществе в 1-2 очка подобная комбинация теряет смысл и не применяется); 

## Сейфти при возврате экстра-пойнта
После тачдауна, при 1- или 2-очковой реализации, если команда защиты получит мяч в результате фамбла, перехвата или блокировки удара, она может добежать с ним до зачетной зоны нападения. В этом случае защите тоже присуждаются 2 очка.

## Сейфти в одно очко
Сэйфти в одно очко происходит, когда игроки защиты мешают реализовать экстрапоинт, мяч при блокировке, перехвате или фамбле остаётся в игре и переходит к защите, при этом игрок защиты находится в своей зачетной зоне или забегает в нее. Если попытке заработать 2 очка (см. возврат экстра-пойнта) он попытается выбежать, но будет остановлен командой нападения - то пробивавшей команде дадут одно очко. За всю историю НФЛ и NCAA сейфти в одно очко происходило несколько раз, ниже приведены два известных примера:
- 26 ноября 2004 года, Техас играл против Техас A&M.
- Фиета Боул 2013, Орегон играл против Канзаса.

В обоих случаях защита блокировала мяч в поле, а затем возвращала его в свою зачётную зону, где игрока останавливали.
Существует гипотетическая ситуация "всего 1 очко за игру": Команда А после тачдауна разыгрывает экстрапойнт, мяч перехвачен командой B, команда B возвращает его через всё поле - но после фамбла мяч попадает в зачетную зону команды А, игрок команды А в свою очередь пытается с ним выбежать, но остановлен командой B. Команде B присуждается 1 очко, и матч может завершиться невозможным в других случаях счетом 6-1, 8-1, 9-1 и т.д.